# Formiguer de Santa Marta
El formiguer de Santa Marta (Drymophila hellmayri) és una espècie d'ocell de la família dels tamnofílids (Thamnophilidae).

## Hàbitat i distribució
Viu als bosquets de bambú de les muntanyes de la Sierra Nevada de Santa Marta, a Colòmbia.